# Gymnastique artistique aux Jeux olympiques d'été de 2016 - saut de cheval femmes
Pour un article plus général, voir Gymnastique artistique aux Jeux olympiques d'été de 2016.
Navigation
Londres 2012 Tokyo 2020
La finale féminine au saut de cheval de gymnastique artistique des Jeux olympiques d'été de 2012 est organisée à Rio de Janeiro au Brésil.

## Qualifications
| Rang | Gymnaste           | Gymnaste      | Saut 1  | Saut 1  | Saut 1 | Saut 1  | Saut 2  | Saut 2  | Saut 2 | Saut 2  | Total  |  |
| Rang | Gymnaste           | Gymnaste      | Score D | Score E | Pén.   | Score 1 | Score D | Score E | Pén.   | Score 2 | Total  |  |
| ---- | ------------------ | ------------- | ------- | ------- | ------ | ------- | ------- | ------- | ------ | ------- | ------ |  |
| 1    | Simone Biles       | États-Unis    | 6.300   | 9.700   |        | 16.000  | 6.400   | 9.700   |        | 16.100  | 16.050 |  |
| 2    | Hong Un-jong       | Corée du Nord | 6.300   | 9.466   |        | 15.766  | 6.400   | 9.200   |        | 15.600  | 15.683 |  |
| 3    | Giulia Steingruber | Suisse        | 6.200   | 9.400   |        | 15.600  | 5.800   | 9.133   |        | 14.933  | 15.266 |  |
| 4    | Maria Paseka       | Russie        | 6.400   | 8.633   | -0.300 | 14.733  | 6.300   | 9.066   |        | 15.366  | 15.049 |  |
| 5    | Oksana Chusovitina | Ouzbékistan   | 6.200   | 8.966   |        | 15.166  | 6.000   | 8.833   |        | 14.833  | 14.999 |  |
| 6    | Shallon Olsen      | Canada        | 6.300   | 9.000   |        | 15.300  | 5.900   | 8.700   |        | 14.600  | 14.950 |  |
| 7    | Wang Yan           | Chine         | 6.000   | 8.933   |        | 14.933  | 6.200   | 8.866   | -0.100 | 14.966  | 14.949 |  |
| 8    | Dipa Karmakar      | Inde          | 7.000   | 8.100   |        | 15.100  | 6.000   | 8.600   |        | 14.600  | 14.850 |  |

## Finale
| Rang               | Gymnaste           | Pays          | Saut 1  | Saut 1  | Saut 1 | Saut 1  | Saut 2  | Saut 2  | Saut 2 | Saut 2  | Total  |
| Rang               | Gymnaste           | Pays          | Score D | Score E | Pén.   | Score 1 | Score D | Score E | Pén.   | Score 2 | Total  |
| ------------------ | ------------------ | ------------- | ------- | ------- | ------ | ------- | ------- | ------- | ------ | ------- | ------ |
| Médaille d'or      | Simone Biles       | États-Unis    | 6.300   | 9.600   |        | 15.900  | 6.400   | 9.633   |        | 16.033  | 15.966 |
| Médaille d'argent  | Maria Paseka       | Russie        | 6.400   | 8.966   | -0.100 | 15.266  | 6.300   | 8.941   |        | 15.241  | 15.253 |
| Médaille de bronze | Giulia Steingruber | Suisse        | 6.200   | 9.333   |        | 15.533  | 5.800   | 9.100   |        | 14.900  | 15.216 |
| 4                  | Dipa Karmakar      | Inde          | 6.000   | 8.866   |        | 14.866  | 7.000   | 8.266   |        | 15.266  | 15.066 |
| 5                  | Wang Yan           | Chine         | 6.000   | 8.866   |        | 14.866  | 6.200   | 8.933   |        | 15.133  | 14.999 |
| 6                  | Hong Un-jong       | Corée du Nord | 6.400   | 9.000   |        | 15.400  | 6.300   | 8.200   | -0.100 | 14.400  | 14.900 |
| 7                  | Oksana Chusovitina | Ouzbékistan   | 7.000   | 7.933   |        | 14.933  | 6.000   | 8.833   | -0.100 | 14.733  | 14.833 |
| 8                  | Shallon Olsen      | Canada        | 6.300   | 8.666   |        | 14.966  | 5.900   | 8.766   |        | 14.666  | 14.816 |